# Кулинець Назарій Вікторович
Назарій Вікторович Кулинець (17 серпня 1989, с. Млинівці, нині Україна — 1 лютого 2015, біля с. Преображенка, Херсонська область, Україна) — український військовослужбовець, солдат 6 ОМПБ Збройних сил України, учасник російсько-української війни. Почесний громадянин Тернопільської області (2022, посмертно).

## Життєпис
Назарій Кулинець народився 17 серпня 1989 року у селі Млинівцях, нині Зборівської громади Тернопільського району Тернопільської области України.
Служив у 6-му окремому мотопіхотному батальйоні «Збруч». Загинув 1 лютого 2015 року під час пожежі та вибуху складу боєприпасів у польовому таборі Збройних сил України біля с. Преображенка, що на Херсонщині.
Похований в родинному селі.

## Нагороди
- почесний громадянин Тернопільської області (26 серпня 2022, посмертно)[1].

## Військові звання
- солдат.